# Lipy na Paprocanach w Tychach
Lipy na Paprocanach – pomnik przyrody, dwie lipy rosnące w Tychach, przy ul. Nad Jeziorem, w pobliżu północnego skraju Jeziora Paprocańskiego, przy drodze pieszej prowadzącej od pętli trolejbusowej do dawnej Huty Paprockiej.
Na pomnik przyrody ustanowiony w 1963 przez PWRN w Katowicach składają się dwie lipy:
- drobnolistna o obwodzie w pierśnicy 384 cm,
- szerokolistna o obwodzie w pierśnicy 406 cm[1].

Oba drzewa posadzone zostały w połowie XVII wieku. Posiadają liczne dziuple i suche konary. Korony lip są miejscem schronienia wielu gatunków ptaków.